# 174e méridien est
En géographie, le 174e méridien est est le méridien joignant les points de la surface de la Terre dont la longitude est égale à 174° est.

## Géographie

### Dimensions
Comme tous les autres méridiens, la longueur du 174e méridien correspond à une demi-circonférence terrestre, soit 20 003,932 km. Au niveau de l'équateur, il est distant du méridien de Greenwich de 19 370 km,.
Avec le 6e méridien ouest, il forme un grand cercle passant par les pôles géographiques terrestres.

### Régions traversées
En commençant par le pôle Nord et descendant vers le sud au pôle Sud, Le 174e méridien est passe par:
| Coordonnées           | Pays, territoire ou mer  | Notes                                                                                     |
| --------------------- | ------------------------ | ----------------------------------------------------------------------------------------- |
| 90° 00′ N, 174° 00′ E | Océan Arctique           |                                                                                           |
| 72° 58′ N, 174° 00′ E | Mer de Sibérie orientale |                                                                                           |
| 69° 51′ N, 174° 00′ E | Russie                   | Tchoukotka Kraï du Kamtchatka — à partir de 62° 27′ N, 174° 00′ E                         |
| 61° 42′ N, 174° 00′ E | Mer de Bering            |                                                                                           |
| 52° 44′ N, 174° 00′ E | États-Unis               | Alaska — Île Nizki (en)                                                                   |
| 52° 43′ N, 174° 00′ E | Océan Pacifique          | Passe juste à l'est de l'atoll Abemama, Kiribati (à 0° 20′ N, 173° 57′ E)                 |
| 35° 07′ S, 174° 00′ E | Nouvelle-Zélande         | Île du Nord — Péninsule de Northland                                                      |
| 36° 16′ S, 174° 00′ E | Océan Pacifique          |                                                                                           |
| 39° 05′ S, 174° 00′ E | Nouvelle-Zélande         | Île du Nord — passe juste à l'ouest de la ville de New Plymouth (à 39° 04′ S, 174° 04′ E) |
| 39° 33′ S, 174° 00′ E | Océan Pacifique          |                                                                                           |
| 40° 55′ S, 174° 00′ E | Nouvelle-Zélande         | Île du Sud — passe juste à l'est de la ville de Blenheim (à 4° 31′ S, 173° 58′ E)         |
| 42° 00′ S, 174° 00′ E | Océan Pacifique          |                                                                                           |
| 60° 00′ S, 174° 00′ E | Océan Austral            |                                                                                           |
| 77° 34′ S, 174° 00′ E | Antarctique              | Dépendance de Ross, Liste des territoires revendiqués par la Nouvelle-Zélande             |